# Културна система
Културната система може да се дефинира като взаимодействието между различни елементи на културата. Докато културната система е доста различна от социалната система, понякога двете са означавани заедно с понятието „социокултурна система“.